# Eunidia flavosignata
Eunidia flavosignata är en skalbaggsart som beskrevs av Stefan von Breuning 1939. Eunidia flavosignata ingår i släktet Eunidia och familjen långhorningar.
Artens utbredningsområde är Moçambique. Inga underarter finns listade i Catalogue of Life.